# Gouverneurswahlen in Japan 1947
Im Jahr 1947 fanden in Japan folgende Gouverneurswahlen statt.

## 5. April 1947: Einheitliche Regionalwahlen
In der ersten Phase der ersten einheitlichen Regionalwahlen wurden am 5. April 1947 die Gouverneure aller 46 Präfekturen (ohne das direkt US-militärverwaltete Okinawa) erstmals vom Volk gewählt.

## Kōchi
In der Präfektur Kōchi wurde Gouverneur Kawamura Wakaji wenige Monate nach Amtsantritt von den Besatzungsbehörden (SCAP/GHQ) mit Ämterverbot belegt. Momoi Naomi, der im April die erste Gouverneurswahl in Gifu an Mutō Kamon verloren hatte, bewarb sich bei der Neuwahl in seiner Heimatpräfektur Kōchi im Dezember mit Unterstützung von Liberaler und Demokratischer Partei und gewann.